# Remember I Told You
Remember I Told You è un singolo del cantante statunitense Nick Jonas, registrato con la collaborazione della cantante britannica Anne-Marie e del cantante statunitense Mike Posner e pubblicato nel 2017.

## Tracce
- Download digitale

1. Remember I Told You (Clean version) – 3:21

## Video
Il videoclip della canzone, diretto da Isaac Rentz, è stato pubblicato il 27 giugno 2017.